# Яґмур-Алі
Яґмур-Алі (перс. یغمورعلی) — село в Ірані, входить до складу дехестану Баш-Калах у Центральному бахші шахрестану Урмія провінції Західний Азербайджан.